# Condado de Marquette (Michigan)
O Condado de Marquette é um dos 88 condados do estado americano de Michigan. A sede do condado é Marquette, e sua maior cidade é Marquette.
O condado possui uma área de 8 871 km² (dos quais 4 155 km² estão cobertos por água), uma população de 64 634 habitantes, e uma densidade populacional de 17 hab/km² (segundo o censo nacional de 2000).